# ورگیو
ورگیو (به پرتغالی: Vargeão) یک شهرستان برزیل در برزیل است که در سانتا کاتارینا واقع شده‌است.